# Маккормик, Мозес Монвел
Мозес Монвел Маккормик (12 марта 1981 — 4 марта 2021), также известный как Лаошу (китайский: 老鼠; пиньинь: lǎoshǔ, перевод — мышь) или Лаошу505000 — американский видеоблогер (ютубер) и полиглот.

## Изучение иностранного языка
Маккормик приобрел популярность, разговаривая на нескольких языках с носителями языка, которых он встречал в общественных местах, и загружая видео на свой канал YouTube. Он назвал эту деятельность leveling up.
Маккормик давал уроки языка дистанционно через Интернет, со временем разработав собственный метод изучения языка, который он назвал FLR (Foreign Language Roadrunning) .Согласно его биографии на YouTube, «Когда я впервые начал изучать язык 20 лет назад, я заметил, что большинство языковых книг и курсов не учат студентов тому, как подготовиться к разговору в реальном мире. Пытаясь решить эту проблему, я разработал свой собственный метод — „Метод FLR“».
Иностранным языком, которым Маккормик владел наиболее свободно, был китайский. Он также владел примерно 20 языками на базовом разговорном уровне, включая японский, вьетнамский, кантонский, корейский, сомалийский, испанский и суахили.

## Смерть
Маккормик умер 4 марта 2021 года в Финиксе от осложнений на сердце.